# 沙沙·卡古特
沙沙·卡古特（Saša Kajkut，1984年7月7日—），生於南斯拉夫巴尼亞盧卡，波斯尼亞足球運動員，司職前鋒，前波斯尼亞國家隊成員，現時效力波斯尼亞超級聯賽球會辛連斯基。

## 球會生涯
卡古特出身於當地球會奧林班其巴尼亞盧卡，於2007年加盟摩爾多瓦球會舒列夫時，在歐聯外圍賽取得入球，又為球隊奪得聯賽冠軍及波斯尼亞盃冠軍。
在2012/13球季，卡古特效力於波斯尼亞超聯球會澤尼察，協助球隊取得聯賽第4名，個人攻入12球排射手榜第3名，為應屆波斯尼亞超級聯賽最佳球員，
在2013年，卡古特在球員經紀巴古沙介紹下，以月薪近30萬港元加盟本地老牌球會南華，首場為球隊上陣即取得入球，助球隊重奪高級組銀牌冠軍，直到南華體育會於2014年夏季公佈足主羅傑承離任後，卡古特與其餘一眾外援都不獲續約。
經過在希臘兩年後，卡古特重返波斯尼亞加盟克鲁帕，其後轉會辛連斯基。

## 球會榮譽
南華
- 香港高級組銀牌冠軍（2013–14季度）

舒列夫
- 摩爾多瓦國家聯賽冠軍（2007–08、2008–09季度）
- 摩爾多瓦盃冠軍（2007–08、2008–09季度）

班查魯卡玻拉斯
- 波斯尼亞盃冠軍（2009–10季度）

克鲁帕
- 波斯尼亞超級聯賽冠軍（2016–17季度）

## 外部連結
- 香港足球總會網站球員資料 （页面存档备份，存于）
- 南華足球隊官方網頁球員資料 （页面存档备份，存于）